# Stefano Cussotto
Stefano Cussotto (Asti, 25 giugno 1978) è un pallavolista italiano.
Giocò nel ruolo di centrale.

## Carriera
La carriera di Stefano Cussotto inizia nelle formazioni giovanili del Cuneo Volley Ball Club, con cui fa le prime apparizioni nel massimo campionato italiano nelle stagioni 1997-98 e 1998-99; con la squadra cuneese vince due trofei, la Supercoppa europea e la Coppa delle Coppe, prima di essere ceduto alla Pallavolo Catania in Serie A2. Successivamente si trasferisce al Grande Volley Asti con cui ottiene vince la Coppa Italia la promozione dalla Serie B1 alla Serie A2. Nell estate del 2002 partecipa e vince con la Nazionale B Italiana la XIV edizione dei Giochi Del Mediterraneo di Tunisi. Chiude la sua carriera in Serie A alla Cosenza Pallavolo, continuando a giocare tra Serie B1 e Serie B2 con VBA Olimpia Sant'Antioco e Volley Iglesias, prima di un'operazione alla spalla che gli fa saltare quasi tutta la stagione 2010-11.

## Palmarès
- Supercoppa europea: 1

1997

- Coppa CEV: 1

1997-98